# Rafael Antonio Niño
Niño  Munévar est un nom espagnol. Le premier nom de famille, en général paternel, est Niño ; le second, en général maternel, souvent omis, est Munévar.
Rafael Antonio Niño Munévar, né le 11 décembre 1949 à Cucaita (Département de Boyacá), en Colombie, est un ancien coureur cycliste colombien, aujourd'hui directeur sportif.

## Biographie
Niño est le meilleur coureur cycliste colombien des années 1970, raflant onze victoires (Six Tour de Colombie et cinq Clásico RCN) dans les deux principales courses par étapes de son pays. Il a également effectué une saison professionnelle en Italie, participant au Giro.
Il entre de manière fracassante dans l'histoire du cyclisme colombien en 1970. Cette année-là, à peine âgé de vingt ans, il découvre le Tour de Colombie. Lors de l'ultime étape montagneuse, non seulement, il reprend les 62 secondes de retard qu'il avait sur le leader provisoire, Gustavo Rincón, mais il relègue le troisième, Miguel Samacá, à plus de seize minutes au classement général final.
Il remportera cinq autres Tour de Colombie et détient toujours, à ce jour, le record du nombre de victoires dans cette épreuve. Il possède également le record du nombre de victoires dans l'autre course importante du calendrier cycliste colombien, le Clásico RCN avec cinq succès.
En 1974, il tente une carrière professionnelle en Europe, en s'engageant avec l'équipe Jolly Ceramica. Celle-ci a pour leader Giovanni Battaglin, Niño devient pour la première fois, simple équipier. Et lorsque le Banco Cafetero lui propose de rentrer au pays pour devenir leader de son équipe, il n'hésite pas et met fin à sa carrière italienne au bout d'un an (ce qu'il regrette aujourd'hui). 
Il met un terme à la compétition cycliste en 1982. 
Il entame une carrière de directeur sportif en dirigeant l'équipe cycliste Café de Colombia, pendant quatre ans. 
Il dirige également, au début des années 2000, l'équipe de l'élite amateur colombienne, Lotería de Boyacá (pour laquelle il courut en fin de carrière). Puis après quatre années où il s'occupe de sélections de jeunes, il reprend la direction de l'équipe Lotería de Boyacá, pour la saison 2007. Il est débarqué après le Tour de Colombie 2008. 
De 2009 à 2011, il est le directeur technique de l'équipe sponsorisée par la Empresa de Energía de Boyacá (EBSA), lors du Tour national.   
Sa renommée est importante en Colombie, même encore aujourd'hui. Cucaita, sa municipalité de naissance, a intégré une roue de vélo dans son blason, en son hommage. Un musée a même été inauguré en 2006 en son honneur.

## Équipes
- Amateurs :
  - 1970 :  Junta Administradora de Deportes (club) et Cundinamarca (sélection régionale)[7]
  - 1971 :  Singer[8]
  - 1972 :  Postobón[9]
  - 1973 :  Néctar - ELC (au Tour de Colombie)[10] et Ferretería Reina Ltda (au Clásico RCN)[11]
- Professionnelle :
  - 1974 :  Jolly Ceramica[2]
- Amateurs :
  - 1975 :  Banco Cafetero[12]
  - 1976 :  Banco Cafetero[13]
  - 1977 :  Banco Cafetero[14]
  - 1978 :  Benotto[15]
  - 1979 :  Lotería de Boyacá[16]
  - 1980 :  Droguería Yaneth[17]
  - 1981 :  Lotería de Boyacá[18]
  - 1982 :  Lotería de Boyacá[19]

## Palmarès
- Tour de Colombie
  - Vainqueur au classement général en 1970.
  - Vainqueur au classement général en 1973.
  - Vainqueur au classement général en 1975.
  - Vainqueur au classement général en 1977.
  - Vainqueur au classement général en 1978.
  - Vainqueur au classement général en 1980.
  - 1 fois sur le podium (3e en 1971)[20].
  - 13 victoires d'étape en 1972, 1973, 1975, 1977, 1978[21], 1980 et 1981[22].
- Clásico RCN
  - Vainqueur au classement général en 1971.
  - Vainqueur au classement général en 1975.
  - Vainqueur au classement général en 1977.
  - Vainqueur au classement général en 1978.
  - Vainqueur au classement général en 1979.
  - 1 fois sur le podium (3e en 1972)[23].
  - 6 victoires d'étape en 1973, 1975, 1978 et 1979[11].

## Résultats sur lesgrands tours
| 1 participation. - 1974 : 41e du classement général. | Aucune participation. |

## Résultats sur les championnats

### Championnats du monde professionnels
1 participation.
- 1974 : Abandon.